# Cyclops subtropicus
Cyclops subtropicus is een eenoogkreeftjessoort uit de familie van de Cyclopidae. De wetenschappelijke naam van de soort is voor het eerst geldig gepubliceerd in 1937 door Lindberg.